# Люба Йоцова
Люба Йоцова е първата „Мис България“, 1929 г.

## Биография
Родена е през 1907 г. във Враца, в семейството на търговец на яйца. Правнучка е на първия български дипломат Иван Замбин. Завършва Френския колеж в Русе, след което се установява да живее в София. След избора ѝ за „Мис България“ и участието на „Мис Европа“ се омъжва за юриста Веселин Веселинов, отдава се на семейството си и на благотворителност. Почива през 1989 г.

## Мис България
Люба Йоцова е една от участничките в първия конкурс „Мис България“, който се провежда в Градското казино в София на 30 януари 1929 г., организиран от вестник „Зора“ на Данаил Крапчев.
Журито в състав проф. Асен Златаров – председател, и членове Андрей Николов, Констанца Кирова, Добри Немиров, Стефан Иванов, Никола Маринов, Райко Алексиев и Данаил Крапчев, мотивира избора си по следния начин:
| „                   | По-народен тип момиче, със стройна фигура, красива глава и изразителни очи. | “ |
| Проф. Асен Златаров |                                                                             |   |

След избора ѝ става рекламно лице на машина за къдрене на коса „Йожен“. Цигарената фабрика „Томасян“ пуска папироси с нейна снимка на кутията. Създаден е нов одеколон „Люба“ от Фабриката за парфюми на В. Папазов. В ресторант „Юнион палас“ е пуснат нов сладолед „Люба“ Като победителка получава застраховка от застрахователно дружество „Балкан“ на стойност половин милион лева и гала вечери в нейна чест в най-добрите софийски ресторанти. Подарени са ѝ множество тоалети от Райна Ракарска и Пелагия Видинска, както и предложения да бъде обслужвана безплатно и за дълго в парфюмерийни магазини, фризьорски салони и ресторанти, кина, театри.
Участва в първия конкурс за красота „Мис Европа“ в Париж на 7 февруари 1929 г., където се състезава с претендентки от 17 държави. Получава покана да участва в конкурса „Мис Вселена“ в САЩ, но отказва.

## Галерия
|                                |  |  |
| Снимки на Люба Йоцова, 1929 г. |  |  |